# Martrois
Martrois é uma comuna francesa na região administrativa da Borgonha-Franco-Condado, no departamento de Côte-d'Or. Estende-se por uma área de 7,5 km². Em 2010 a comuna tinha 63 habitantes (densidade: 8,4 hab./km²).